# Metacharis
Metacharis is een geslacht van vlinders uit de familie van de prachtvlinders (Riodinidae), onderfamilie Riodininae.
Metacharis werd in 1867 voor het eerst wetenschappelijk beschreven door Butler.

## Soorten
Metacharis omvat de volgende soorten:
- M. cuparina H. Bates, 1868
- M. chia Hübner, 1816
- M. exigua Bates, 1868
- M. fergusi Hall, J, 2005
- M. lucius (Fabricius, 1793)
- M. nigrella H. Bates, 1868
- M. ptolomaeus (Fabricius, 1793)
- M. regalis Butler, 1867
- M. smalli Hall, J, 2005
- M. syloes Hewitson, 1877
- M. sylves Hewitson, 1877
- M. umbrata Stichel, 1929
- M. unicolor (Godman & Salvin, 1886)
- M. victrix (Hewitson, 1870)
- M. xanthocraspedum Stichel, 1910